# 豊島典雄
豊島 典雄（とよしま のりお、1946年（昭和21年）12月1日 - ）は、日本の政治アナリスト。元・杏林大学教授。

## 略歴
栃木県佐野市生まれ。1970年（昭和45年）明治大学商学部卒業後、時事通信社に入社。政治部記者（首相番記者、衆議院、参議院、野党、自民党の派閥を担当）、時事画報社記者、秦野章（第一次中曽根内閣）法務大臣秘書官、大正大学・拓殖大学講師等を務める。
2000年（平成12年）4月に作新学院大学地域発展学部教授（後に総合政策学部）に就任。2006年（平成18年）4月から杏林大学総合政策学部教授（2012年（平成24年）3月まで）。
新しい歴史教科書をつくる会の理事を務めていた。
ミュージックバード for コミュニティFMで放送中のラジオ番組『大西貴文のTHE NITE』の1コーナーである「NITEジャーナル」で毎週金曜日にコメンテーターを務めているトヨシーとして出演。同番組でリスナーから「トヨシー」という愛称をつけられた。

## 役職
- 逓信研究会理事長[4]

## 著書

### 単著
- 『日本の政治はどう変わる―政治改革・ポスト政治改革』（共栄書房、1994年7月）

### 共著
- （田村重信・小枝義人）『日華断交と日中国交正常化』（南窓社、2000年10月）
- （松本彧彦・小枝義人）『解析・日本政治』（樹光堂、2001年5月）
- （松本彧彦・小枝義人）『実証　日本の政治』（樹光堂、2002年9月）
- （田村重信・小枝義人・丹羽文生）『日本の連立政権』（振学出版、2005年10月）
- （丹羽文生）『保守合同の政治力学』（青山社、2009年1月）

### 監修
- （杏林大学総合政策学部豊島典雄ゼミナール 編 豊島典雄・丹羽文生 監修）『歴代自民党幹事長総覧』（富士社会教育センター、2008年1月）